# Tjazi

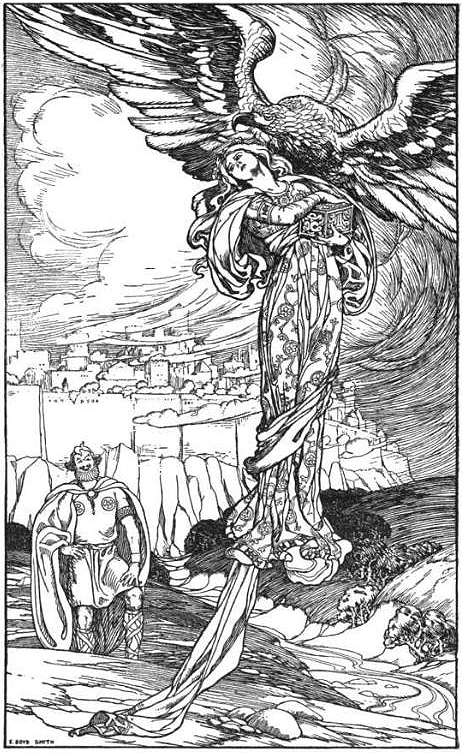
Tjazi unáší Idunn od Elmera Boyda Smithe 1902

Tjazi je obr v severské mytologii, který se v ní objevuje převážně v podobě orla. Podle Snorriho je Tjazi synem bohatého obra Ölvaldiho, jeho bratry jsou Gang a Ildi a jeho dcerou je Skadi.
Nejznámějším příběhem, ve kterém vystupuje, je bezpochyby příběh bohyně Idunn. Tu byl lstivý bůh Loki Tjazim donucen pro něj vylákat z Ásgardu do lesa, kde ji pak v podobě orla mohl unést do svého sídla v Trymheimu. Bohyně však byla pro Ásy existenčně důležitá, protože její jablka je udržovala mladé, a tak pohrozili Lokimu smrtí, jestliže ji nepřivede zpět. Nezbylo mu tedy nic jiného. Půjčil si sokolí plášť od bohyně Freyji a Idunn proměněnou v ořech pak z Trymheimu odnesl. Tjazi po návratu domů však zjistil, co se stalo, sokola pronásledoval, ale než jej stačil chytit, byl Ásy zabit.
Tjaziho zabití nemohla přenést přes srdce dcera Skadi, se kterou nakonec museli Ásové dohodnout smír. Ten spočíval v tom, že si směla zvolit za muže jednoho z nich a navíc ji museli rozesmát. Myslela si totiž, že to pro ně bude nesplnitelné přání.
Manžela si směla vybrat svobodně, ale pouze podle nohou. Zvolila toho s nejhezčíma nohama v domnění, že se jedná o krásného boha Baldra. Bohužel se mýlila a jejím mužem se stal bůh Njörd.
Zbývalo tedy, aby ji ásové rozesmáli. Loki vzal provaz, přivázal jeden konec k bradce kozy a druhý ke svému mužskému údu. Začali se přetahovat a oba ječeli. Nakonec koza škubla hlavou a Loki upadl Skadi do klína. To ji rozesmálo.
Ódin udělal pro Skadi ještě jeden čin - vzal Tjaziho oči a vyhodil je na oblohu. Z očí se tak stal pár hvězd. 
Tak byl smír uzavřen.